# Rejon wełykobiłozerski
Rejon wełykobiłozerski – jednostka administracyjna wchodząca w skład obwodu zaporoskiego Ukrainy.
Rejon utworzony w 1993, ma powierzchnię 470 km² i liczy około 9 tysięcy mieszkańców. Siedzibą władz rejonu jest Wełyka Biłozerka.
Na terenie rejonu znajdują się 5 silskich rad, obejmujących 5 wsi.